# 吕纳克
吕纳克（法語：Lunac，法語發音：[lynak]）是法国阿韦龙省的一个市镇，属于鲁埃格自由城区。

## 地理
吕纳克（44°14'8"N, 2°6'48"E）面积18.78 平方千米，位于法国奧克西塔尼大區阿韦龙省，该省份为法国南部内陆省份，位于法國中央高原南部，北起顺时针与康塔爾省、洛泽尔省、加尔省、埃罗省、塔恩省、塔恩-加龙省和洛特省接壤。
与吕纳克接壤的市镇（或旧市镇、城区）包括：博尔和巴尔、拉富亚德、莱斯屈尔雅乌勒、下塞加拉、桑旺萨。

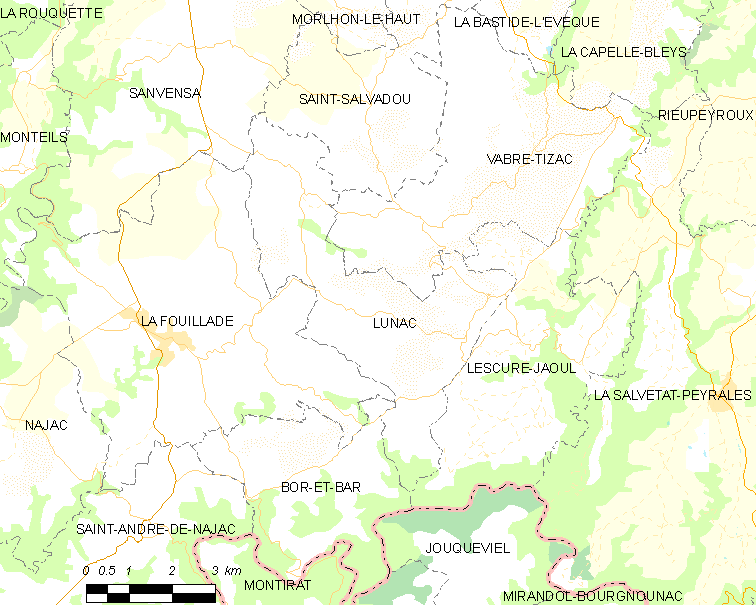
吕纳克的OSM定位图

吕纳克的时区为UTC+01:00、UTC+02:00（夏令时）。

## 行政
吕纳克的邮政编码为12270，INSEE市镇编码为12135。

## 政治
吕纳克所属的省级选区为阿韦龙-塔恩县。

## 人口

1962-2008年间吕纳克人口变化图示

吕纳克于2022年1月1日时的人口数量为435人。